# Gutshaus Lüskow

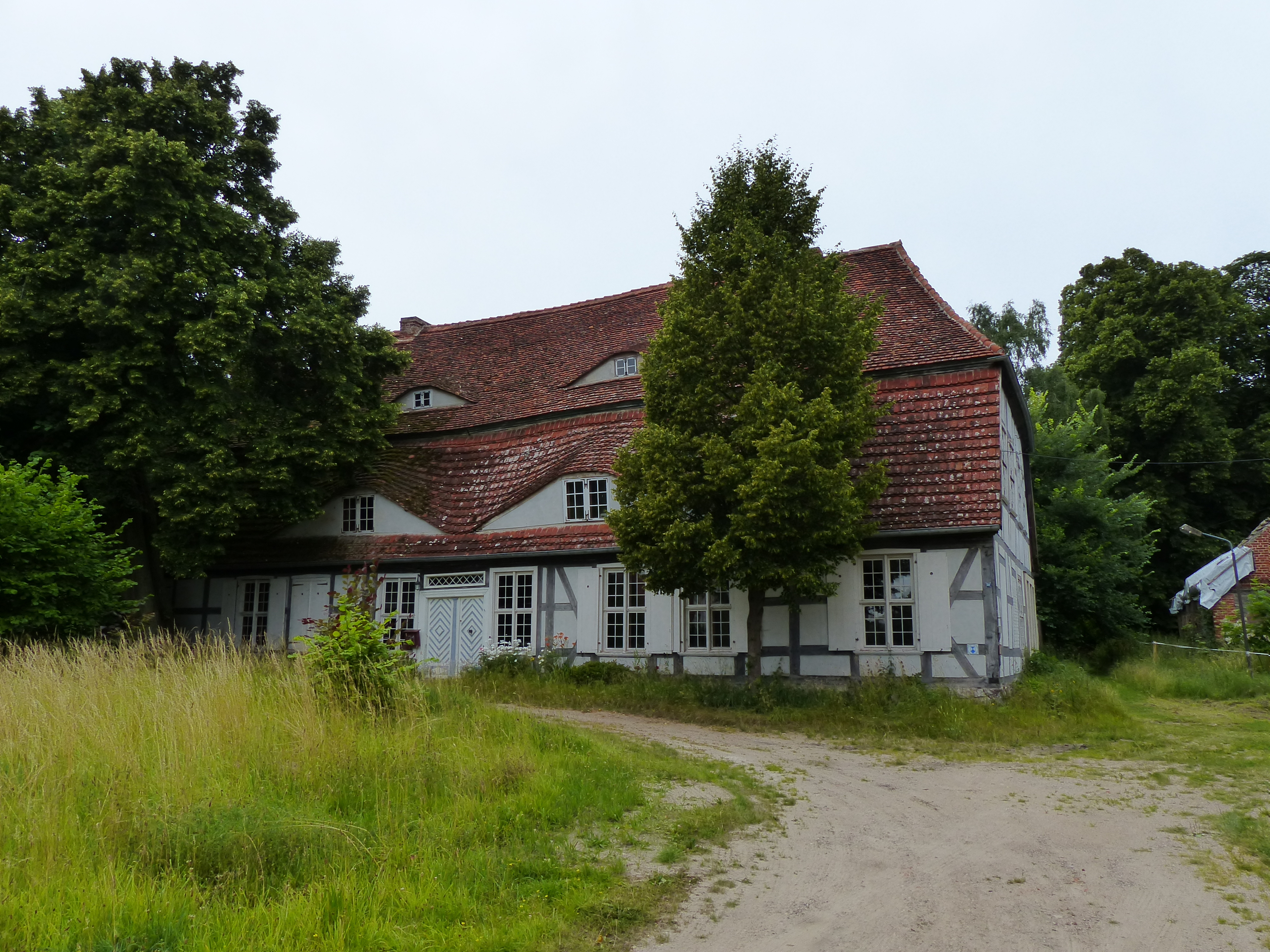
Gutshaus Lüskow, Hofseite

Das Gutshaus Lüskow, auch Parkhaus Lüskow, ist ein Herrenhaus im Ortsteil Lüskow der Gemeinde Butzow im Landkreis Vorpommern-Greifswald, Mecklenburg-Vorpommern. Das Fachwerkhaus steht mit den Resten des Gutshofes unter Denkmalschutz.

## Geschichte
Im Auftrag der adligen Familie von Lüskow wurde das Herrenhaus 1749 errichtet. Nach dem Konkurs der Lüskows kam das Gut bei einer öffentlichen Versteigerung 1773 an die Familie von Schwerin. 1805 wurde Lüskow zusammen mit Butzow an Friedrich Carl Ernst von Falkenstein verkauft, der die beiden Güter 1820/1821 an Johann Carl Krüger weiterveräußerte. Krügers Sohn verkaufte Lüskow 1841 an den Sanitätsrat und ehemaligen Anklamer Kreisphysikus Georg Heinrich Maß.
Wegen eines Bankrotts wurde das Gut 1934 aufgesiedelt. Der Gastwirt Alwin Neumann erwarb das Gutshaus und betrieb eine Gastwirtschaft und einen Kolonialwarenhandel. Ausflugsgäste kamen mit der Kleinbahn aus Anklam. Alwin Neumann wurde 1945 nach der Besetzung der Region durch die Rote Armee enteignet und ins Speziallager Nr. 9 Fünfeichen gebracht, wo er starb. Nachdem die Gaststätte 1978 geschlossen worden war, stand das Gebäude 15 Jahre leer.
Der Verein Denkmalpflegezentrum begann 1994 mit Sanierungsarbeiten. Bis 1996 war das Haus in kommunalem Besitz, dann wurde es an die Neumannschen Nachkommen rückübertragen, die es 2003 zusammen mit dem Park an den Verein Denkmalpflegezentrum verkauften. Seitdem wird die Sanierung fortgesetzt.

## Gebäude
Das achtachsige eingeschossige Fachwerkhaus wurde auf einem Feldsteinsockel errichtet. Die Giebelseiten sind vierachsig. Das Mansarddach ist mit Biberschwanzziegeln in Kronendeckung ausgeführt. Im 18. Jahrhundert wurden die beiden Fledermausgauben eingefügt, über denen je eine kleinere Fledermausgaube angeordnet ist. An der Westseite befindet sich eine Loggia. Von der Innenausstattung sind die Treppe und kassettierte Türen erhalten.
Zur Straße wird der Hof der Anlage durch eine Mauer mit Torpfeilern begrenzt. Vom Gutshof bestehen noch drei Stallgebäude sowie ein Kornspeicher mit Mühle. Ebenfalls erhalten ist die Parkmauer. Im drei Hektar großen Park sind noch Reste eines barocken Wegesystems mit Gräben sowie eine Lindenallee aus dem 18. Jahrhundert vorhanden. Im 19. Jahrhundert wurde er in einen englischen Landschaftsgarten umgestaltet.